# Xiongnu
Xiongnu (匈奴; Xiōngnú) är ett nomadfolk som möjligen var ett äldre turkfolk, med huvudområde i dagens Inre Mongoliet. Xiongnu utgjorde ett orosmoln vid Kinas norra och nordvästra gräns från 300-talet f.Kr. och sexhundra år framåt. Även om det är omstritt identifieras xiongnu som hunnernas förfäder av en del forskare. Hunnerna var ett folk som senare flyttade från Centralasien till Europa. De få skriftliga källor som finns om xiongnu är nästan uteslutande kinesiska.
Xiongnu var ett folk i inre Asien som byggde upp ett imperium, en stat grundad på en multietnisk, multikulturell och flerspråkig befolkning. Den styrande eliten i imperiet var för det mesta herdenomader. Imperiet hade också en betydande bas av jordbruk. Under senare delen av tredje århundradet och tidigt på andra århundradet f.Kr, skapade Xiongnu det första imperiet som enade en stor del av det inre Asien.  Xiongnu imperiet sträckte sig från Manchuriet i öst till Aralsjön i väst från Bajkalregionen i norr till Ordos and Gansu region i Kina i söder.
På 200-talet f.Kr. tvingade Xiongnu Han-imperiet i Kina att betala trubut till Xiongnu. Men i slutet av det århundradet bröt Han med denna politiken gentemot Xiongnu och började istället en kamp för att dominera denna Hans nordliga fiende. Tronföljdsstrider orsakade politisk instabilitet i Xiongnu och detta undergrävde Xiongnus maktställning. I mitten av det första århundradet e.Kr. delades staten i två halvor. Södra Xiongnu fortsatte att existera som en mäktig stat och förstörde den kinesiska huvudstaden Luoyang under ledning av Liu Cong år 311. Resterna av norra Xiongnu har av en del forskare ansetts vara de politiska och kulturella förfäderna till hunnerna.
Ursprunget till ordet turk är okänt. Förmodligen finns det för första gången i skriftlig form i kinesiska krönikor från 500-talet f.Kr., där ett vilt folk som kallades Xiongnu nämns. I turkiska läroböcker sägs att detta ord är förknippat med styrka.
Någon gång mellan åren 174 till 161 f.Kr. erövrades Yuezhiriket av Xiongnu och deras kung blev dödad. Händelsen ledde till stora migrationer mot väster och en följd blev bland annat att det Grekisk-baktriska riket föll under trycket från dessa nomadstammar.
Under perioden De sexton kungadömena grundade Xiongnu flera riken såsom  Han Zhao (304–329),  Xia (407–431) och Norra Liang (398–439). Tillsammans med Di, Xianbei, Jie och Qiang benämndes Xiongnu som en av Fem barbarer.